# Polyspora papuana
Polyspora papuana är en tvåhjärtbladig växtart som först beskrevs av Clarence Emmeren Kobuski, och fick sitt nu gällande namn av Orel, Peter G.Wilson, Curry och Luu. Polyspora papuana ingår i släktet Polyspora och familjen Theaceae. Inga underarter finns listade i Catalogue of Life.